# Punuk Islands
Die Punuk Islands sind eine Inselgruppe im Beringmeer, die der Sankt-Lorenz-Insel im Südosten vorgelagert ist. Sie gehört administrativ zum US-Bundesstaat Alaska.

## Geographie
Die drei Eilande, die zusammen lediglich eine Fläche von etwa 40 Hektar besitzen, liegen acht Kilometer südsüdöstlich von Apavawook Cape. Sie bilden eine von Südwest nach Nordost verlaufende drei Kilometer lange Kette und werden nach ihrer geographischen Lage South Punuk, Middle Punuk und North Punuk Island genannt. Die relativ flachen Inseln sind an keiner Stelle 100 m hoch.

## Flora und Fauna
Der Boden der Inseln ist dicht mit Gras und Moos bewachsen, selbst an den steilsten Hängen. Die Strände werden von Walrossen in großer Zahl besucht, von denen regelmäßig zahlreiche, vor allem Jungtiere, von ihren Artgenossen zerdrückt werden, was zur Ablagerung von Walrosselfenbein geführt hat. Es gibt Polarfüchse in geringer Zahl und Meeresvögel wie Eiderenten, Alkenvögel, Lummen, Papageitaucher und Kormorane.

## Geschichte
Als der russische Hydrograf Michail Tebenkow die Inseln 1849 erstmals kartierte, war die Nordinsel von Eskimos besiedelt. Im strengen Winter von 1879 auf 1880 starben diese aber wie fast die gesamte Bevölkerung der Sankt-Lorenz-Insel an Hunger und Krankheiten. Danach wurden die Inseln nur noch zur sommerlichen Jagd auf Walrosse und zum Sammeln von Elfenbein besucht. Am Anfang der 1930er Jahre untersuchte der deutsch-amerikanische Archäologe Otto Geist (1889–1963) eine Fundstätte der Okvik-Kultur.